# Київський ізвод
Київський ізво́д (або українська вимова чи українська редакція: від ц.-сл. «изводъ» — «зведення», «список», «редакція») — традиція прочитання церковнослов'янської мови на український лад з певним наближенням до сучасної української мови. Також, традиція запису (транслітерації) церковнослов'янського тексту літерами сучасного українського алфавіту за принципом «як чується — так пишеться».
Сьогодні київський ізвод застосовується в літургічній практиці в кількох західних єпархіях Української православної церкви (Московського патріархату), передовсім Львівській, Володимир-Волинській та Закарпатській, у Перемишльській єпархії Польської православної церкви, вірними якої є українці-лемки; у деяких монастирях Української греко-католицької церкви та в Мукачівській греко-католицькій єпархії, а також в автокефальній Православній Церкві України.

## Історія
У Київській Русі літературною та богослужбовою була староцерковнослов'янська мова. У Київській Русі мовна різниця була помітна між мовою селян Київщини і Полоччини та Смоленщини або Псковщини і Новгородщини. В мові тогочасних селян у різних діалектних ареалах формувалися і розвивалися ті фонетичні й граматичні риси, які стали як спільним надбанням, так і розрізнювальними особливостями української, російської та білоруської мов. При обстеженні церковнослов'янських пам'яток другої половини XI століття і пізніших, таких як Остромирове Євангеліє 1056—1057 рр., Збірники Святослава 1073 і 1076 рр., Архангельське Євангеліє 1072 р. та інших книг київського походження, створених церковнослов'янською мовою, серед церковнослов'янської мовної стихії знаходяться десятки й сотні прикладів відбиття мовних рис, характерних для живої української мови.
Ще більше живомовних українських рис засвідчують давньокиївські пам'ятки світських жанрів XII століття. Кінець XI — початок XII ст. можна умовно визнати часом завершення формування української мови, коли вона в народнорозмовному варіанті вже набула в основному всіх притаманних їй мовних рис. Місцеві діалектні риси виникали і в інших регіонах Київської Русі — на Полоччині й Смоленщині, на Новгородщині й Псковщині. Наприклад, новгородські писемні пам'ятки ще з кінця X століття відбивають так зване «цокання» і «чокання», тобто змішування у вимові м'яких приголосних ц і ч, а в псковських пам'ятках з XII століття відображено нерозрізнення приголосних з — ж, с — ш.
Впродовж 2-ї половини XII — 1-ї половини XIII століття на більшості теренів, заселених русинами-українцями, букву ѣ вони вимовляли як і, а на місці ы та и один звук, близький до нинішнього передньо-середнього и (нині різниця між ы заднім та и передньо-середнім зберігається у вимові носіїв деяких карпатських говорів української мови).
Літературна мова продовжувала залишатися церковнослов'янською, однак, вона була вже ближча до народної мови, ніж староцерковнослов'янська. У XIV столітті на українських землях постала староукраїнська літературна мова. Видання наприкінці XVIII століття «Енеїди» Івана Котляревського, що була укладена розмовною українською мовою стало початком становлення нової української літератури.
Церковнослов'янська мова залишилася лише в церковному вжитку. Однак, і в цій сфері, вона піддавалася впливу місцевої мови, тому вже в XII столітті чітко простежується її поділ на так звані ізводи, варіанти прочитання: східнослов'янський, болгарський, македонський, сербський, хорватський глаголичний, чеський, румунський. У східнослов'янському ізводі, в свою чергу, простежувалася різниця між вимовою в Московській державі і вимовою на українських землях. На основі цих відмінностей відбувся поділ на київський (український) ізвод і московський (російський) ізвод.
Українська редакція церковнослов'янської мови була опрацьована в «Граматиці» Лаврентія Зизанія (1596) і кодифікована «Граматикою» Мелетія Смотрицького (1619), що разом з «Лексиконом» Памва Беринди (1627) значно унормували як церковнослов'янську мову української редакції, так і староукраїнську літературну мову. Київська православна митрополія та Греко-католицька церква використовували виключно київський ізвод в богослужбовій практиці.
Поступове виведення київського ізводу з богослужбової практики почалося в XVIII столітті. 1720 року указом царя Петра I на Лівобережжі та Київщині дозволялося друкувати книжки лише московським ізводом. Однак, українська вимова церковнослов'янських текстів зберігалася повсюдно, де проживав український народ.
1787 року промосковський митрополит Київський Самуїл Миславський вимагав, щоб при вивченні латинської граматики учні «изъясняли непременно правила российской грамматики, напечатанной и употребляемой при университете Московском».
24 жовтня 1794 року митрополит Самуїл видав наказ, в якому велів Києво-Могилинській академії використовувати московський ізвод, а не київський: 
|  | в Академии киевской не только студенты и ученики не наблюдают правил правописания, российскому языку свойственного, но самые учители исполнению сей должности... не соответствуют» і «приказалъ духовной Киевской консистории предписать указом архимандриту Киевско-Братского монастыря и ректору Академии с префектом, дабы они неусыпное возымели попечение о непременном и неупустительном наблюдении как учителями, так и учащимися правил российского правописания... с тем, чтобы они, если кто из учителей в упущении сей должности ими примечен будет, об отрешении такового от учительской должности немедленно доносили его преосвященству, но учителей-иностранцев от сего взыскания уволить. А дабы все студенты и ученики, особливо желающие достигнуть священных чинов... упражнялись наиприлежнейшим образом в чтении церковных книг, а паче Библии, с приобретением хорошего и чистого произношения... Внушить всем учащимся, что если они за сим подтверджением не будут наблюдать всего того, что выше предписано, то имеют быть исключены из духовного ведомства и отошлются в светскую команду... |

З часом, московський ізвод прижився в Наддніпрянщині. Однак, не до кінця. Все ще зберігалися певні норми київського ізводу. Видатний філолог Михайло Максимович у 1842 році писав: 
|  | Що малороси, йдучи за своєю власною вимовою, букву ѣ вимовляють як гостре і в тому легко пересвідчитися; досить послухати сільського дяка, який читає церковну книгу: в книзі написано во вѣки вѣковъ, а він читає во віки віков, отже він літеру ѣ вимовляє, за своєю вимовою, як і... Живо пам’ятаю, як мене, ще шестирічного хлопчика, привезли із Згарі до Золотоніського жіночого монастиря на вчення книжне; коли в той же день учителька моя, черниця Варсанофія... почала повторювати мені: аз, буки, віди..., живіте, зіло, а не веди, живете, зело. |

На доказ того, що й у XVIII столітті зберігалися традиції київського ізводу, Михайло Максимович наводить римовану (рими: Владычни — вѣчный) епітафію на могилі Іскри і Кочубея на території Києво-Печерської лаври. Він підкреслює, що Феофан Прокопович і після п'ятнадцятирічного перебування в Санкт-Петербурзі не відучився вимовляти «ѣ» як «і» (рими: зритель-добродѣтелъ; лики-вѣки; дружины-перемѣны).

Українську вимову засвідчує в стилізованих на церковнослов'янський лад фразах Григорій Квітка-Основ'яненко: 
|  | А Прокипъ Рыгоровычъ ... спива соби пид-нисъ псальму: «Склонитеся викы со человикы...»; «Возложите каменыя на нечестывую выю їи, и на руци и на нози іи...» Такѣ командувавъ Рыгоровычъ... |

Українську вимову церковнослов'янських текстів використовував і Тарас Шевченко, про що, наприклад, свідчать рядки в поемі «Марія»: 
|  | Достойно — пітая! благаю! Царице неба і землі! воньми їхь стону... |

Київський ізвод у вжитку залишився лише на Галичині та Закарпатті, в греко-католицькій церкві та тих кількох православних парафіях, які тут залишилися. У міжвоєнний період перебування Західної України під владою Польщі, а православної церкви цих земель — під владою Польської православної церкви, православні служили церковнослов'янською мовою з київським ізводом, попри офіційний дозвіл служити українською мовою.
Після Львівського собору у 1946 році київський ізвод набув широкого розповсюдження в західних єпархіях Українського екзархату Російської православної церкви. Після виділення з її складу УГКЦ, УПЦ-КП та УАПЦ наприкінці 1980-х — на початку 1990-х, в цих церквах перейшли на практику служіння українською мовою.
Сьогодні київський ізвод використовується в літургічній практиці в кількох західних єпархіях Української православної церкви (Московського патріархату), передовсім, Львівській та Володимир-Волинській, у Перемишльській єпархії Польської православної церкви, вірними якої є українці-лемки; у деяких монастирях Української греко-католицької церкви та в Мукачівській греко-католицькій єпархії, а також в автокефальній Православній Церкві України.

## Особливості
Для української редакції церковнослов'янської мови, характерними є такі риси:
- вимова букви «ѣ» як «і»
- вимова «ы» та «и» як передньо-середнього українського звука (на Закарпатті «ы» зазвичай вимовляється як неогублений голосний заднього ряду)
- тверді приголосні перед «е», «и»
- тверді губні приголосні (голуб)
- вимова «в» як «ў» (любоў)
- вимова «й» або «н» після губних приголосних перед «а» (пам'ять, памнять)

## Приклад
| Ѿче нашъ иже еси на небесѣхъ, да свѧтитсѧ имѧ Твое, да прїидетъ царствїе Твое, да будетъ волѧ Твоѧ, ѧко на небеси и на земли. Хлѣбъ нашъ насущныий даждь намъ дне́сь и остави намъ долъгы наша, ѧко и мы оставлѧемъ долъжникомъ нашимъ и не въведи насъ в напасть но избави насъ ѿ лукаваго. |

| Отче наш, Иже еси на небесех! Да святится имя Твое, да приидет Царствие Твое, да будет воля Твоя, яко на небеси и на земли. Хлеб наш насущный даждь нам днесь; и остави нам долги наша, якоже и мы оставляем должником нашим; и не введи нас во искушение, но избави нас от лукаваго. |

| Отче наш, іже єси на небесіх, да святится ім'я Твоє; да приідет царствіє Твоє; да будет воля Твоя, яко на небеси і на земли. Хліб наш насущний даждь нам днесь; і остави нам долги наша, якоже і ми оставляєм должником нашим, і не введи нас во іскушеніє, но ізбави нас от лукаваго. |

| О́тче наш, І́же єси́ на Небесі́х, да святи́ться і́м'я Твоє́, да при́йдеть Царствіє Твоє́, да бу́деть во́ля Твоя́, я́ко на Небесі́ і на землі́. Хліб наш насу́щний даждь нам днесь; і оста́ви нам до́лги на́ша, я́коже і ми оставля́єм должнико́м на́шим; і не введи́ нас во іскуше́ніє, но ізба́ви нас от лука́ваго. |